# Seznam dílů seriálu Zákon a pořádek: Porota
Toto je seznam dílů seriálu Zákon a pořádek: Porota.

## Přehled řad
| Řada | Díly | Premiéra v USA | Premiéra v USA | Premiéra v ČR  | Premiéra v ČR |
| Řada | Díly | První díl      | Poslední díl   | První díl      | Poslední díl  |
| ---- | ---- | -------------- | -------------- | -------------- | ------------- |
| 1    | 13   | 3. března 2005 | 21. ledna 2006 | 23. srpna 2008 | 27. září 2008 |

## Seznam dílů

### První řada (2005–2006)
| Č. v seriálu | Původní název              | Český název             | Režie              | Scénář                                                             | Premiéra v USA  | Premiéra v ČR  |
| ------------ | -------------------------- | ----------------------- | ------------------ | ------------------------------------------------------------------ | --------------- | -------------- |
| 1            | The Abominable Showman     | Rychlý ústup ze slávy   | Jean de Segonzac   | Dick Wolf                                                          | 3. března 2005  | 23. srpna 2008 |
| 2            | 41 Shots                   | Čtyřicet jeden výstřel  | Caleb Deschanel    | Walon Green                                                        | 4. března 2005  | 24. srpna 2008 |
| 3            | Vigilante                  | Domobrana               | Dwight H. Little   | David Wilcox                                                       | 11. března 2005 | 30. srpna 2008 |
| 4            | Truth or Consequences      | Pravda, nebo lež        | Constantine Makris | námět: David Wilcox a Walon Green scénář: David Wilcox             | 18. března 2005 | 31. srpna 2008 |
| 5            | Baby Boom                  | Baby Boom               | Michael Pressman   | námět: Pamela J. Wechsler scénář: Joan Rater a Tony Phelan         | 25. března 2005 | 6. září 2008   |
| 6            | Pattern of Conduct         | Vzorec chování          | Constantine Makris | námět: Pamela J. Wechsler scénář: Pamela J. Wechsler a Walon Green | 1. dubna 2005   | 7. září 2008   |
| 7            | Bang & Blame               | Vaše vina               | Caleb Deschanel    | Chris Levinson                                                     | 8. dubna 2005   | 12. září 2008  |
| 8            | Skeleton                   | Kostlivec ve skříni     | David Platt        | David Wilcox                                                       | 15. dubna 2005  | 13. září 2008  |
| 9            | The Line                   | Profesionální meze      | Richard Pearce     | Tony Phelan a Joan Rater                                           | 22. dubna 2005  | 14. září 2008  |
| 10           | Blue Wall                  | Policejní loajalita     | Joe Ann Fogle      | Rick Eid                                                           | 29. dubna 2005  | 19. září 2008  |
| 11           | Day                        | Dokonalý syn            | Caleb Deschanel    | námět: Chris Levinson a Amanda Green scénář: Chris Levinson        | 3. května 2005  | 20. září 2008  |
| 12           | Boys Will Be Boys          | Kluci zůstanou kluci    | Aaron Lipstadt     | Rick Eid                                                           | 6. května 2005  | 21. září 2008  |
| 13           | Eros in the Upper Eighties | Láska z Osmdesáté ulice | Joe Ann Fogle      | Chris Levinson                                                     | 21. ledna 2006  | 27. září 2008  |